# Юша, Жанна Монгеевна
Юша Жанна Монгеевна — российский фольклорист, этнограф , тюрколог, тувиновед, доктор филологических наук,  ведущий научный сотрудник Музея антропологии и этнографии имени Петра Великого (Кунсткамера) Российской академии наук.

## Деятельность

### Трудовая деятельность
1996 г. — окончила филологический факультет Тувинского государственного университета.
С 2001 по 2004 гг.- аспирант Института филологии СО РАН.
С декабря 2004 г. — младший научный сотрудник сектора фольклора народов Сибири Института филологии СО РАН.
С 2006 г. — научный сотрудник сектора фольклора народов Сибири Института филологии СО РАН.
С 2012 г. — старший научный сотрудник сектора фольклора народов Сибири Института филологии СО РАН.
С 2018 г. — ведущий научный сотрудник сектора фольклора народов Сибири Института филологии СО РАН.
С 2023 г. —ведущий научный сотрудник отдела этнографии Сибири Музея антропологии и этнографии имени Петра Великого (Кунсткамера) Российской академии наук

### Научно-экспедиционная деятельность

#### Научный вклад
Внесла большой вклад в исследование традиционной культуры российских и зарубежных тувинцев Китая и Монголии .

#### Диссертации
24 января 2006 г. — защита кандидатской диссертации по теме «Обрядовая поэзия тувинцев: структура, семантика» по специальности 10.01.09 — фольклористика в Диссертационном совете Института монголоведения и тибетологии СО РАН.
16 мая 2018 г.- защита докторской диссертации по теме «Фольклор и обряд тувинцев Китая в XXI веке: структура, семантика, прагматика» по специальности 10.01.09 — фольклористика в Диссертационном совете Института мировой литературы им. А. М. Горького РАН.

#### Научные проекты в качестве руководителя
Проект «Мифология тюрко-монгольских народов Сибири» (Грант РГНФ; 2007—2009 гг.).
Проект «Обрядовый фольклор народов Сибири: традиция, трансформация, современность» (Программа Фундаментальных исследований РАН; 2008—2010 гг.).
Проект «Комплексная фольклорно-этнографическая экспедиция к тувинцам Китая и Монголии» (Грант РГНФ; 2011 г.).
Проект «Комплексная фольклорно-этнографическая экспедиция к тувинцам Китая» (Экспедиционный грант СО РАН; 2011 г.)
Проект «Фольклор тувинцев Китая» (Экспедиционный грант СО РАН; 2012 г.)
Проект «Полевое исследование обрядового фольклора тувинцев Китая» (Экспедиционный грант СО РАН; 2013 г.)
Проект «Современное бытование фольклора у тувинцев Китая в контексте ритуальных традиций» (Грант РГНФ № 13-04-00200а; 2013—2014 гг.)
Проект «Специфика несказочной прозы тувинцев Китая: Исследования. Материалы» (Грант РГНФ № 15-04-00206а; 2015—2017 гг.)
Проект «Исследование современной эпической традиции тувинцев Китая» (Грант РФФИ № 18-012-00400а; 2018—2020 гг.)

#### Научные проекты в качестве исполнителя
Проект X.106.1.2. Исследование фольклорного наследия народов Сибири и Дальнего Востока: комплексная фиксация, текстология, публикация (рук. Е. Н. Кузьмина). Программа фундаментальных научных исследований государственных академий наук на 2013—2020: 192. Изучение духовных и эстетических ценностей отечественной и мировой литературы и фольклора (2013—2016 гг.).
Проект «Фольклор как источник исторической памяти народов Сибири» (рук. Е. Н. Кузьмина. Программа фундаментальных научных исследований государственных академий наук на 2013—2020 годы: раздел XII «Историко-филологические науки», подраздел 192 «Изучение духовных и эстетических ценностей отечественной и мировой литературы и фольклора», 2016—2017 гг.).
Проект «Комплексное исследование устных нарративных и песенных традиций народов Сибири» (рук. Е. Н. Кузьмина; № 0328-2016-0002. Программа фундаментальных научных исследований государственных академий наук на 2013—2020 годы. Направление 192. Изучение духовных и эстетических ценностей отечественной и мировой литературы и фольклора; 2017—2020 гг.).
Проект «Обрядовый фольклор тюркских народов Сибири» (Грант РГНФ; 2007—2009 гг.; рук. Н. А. Алексеев)
Проект «Текст и ритуал: тюрко-монгольские народы в изменяющемся мире» (Программа Фундаментальных исследований РАН; 2012—2014 гг.; рук. Е. Н. Кузьмина)
Проект «Полевое исследование фольклора нивхов» (Грант РГНФ; 2013 г.; рук. Г. Б. Сыченко)
Проект «Песенные традиции народов Сибири: теоретические проблемы жанрово-стилевой классификации и типологии» (Грант РГНФ; 2014—2016 гг.; рук. Г. Б. Сыченко)

## Научные труды
Основные публикации

### Монографии
Юша Ж.М. Шаманская мифология тувинцев: сюжетно-тематический фонд нарративов. Новосибирск: Наука, 2021. 216 с.
Юша Ж.М. Обряд освящения обо (оваа дагыыры) в культуре тувинцев Китая // Тексты магии и магия текстов: картина мира, словесность и верования Восточной Азии / науч.ред. И.С. Смирнов; сост. и отв. ред. Е.В. Волчкова, О.М. Мазо, А.А. Соловьева, А.Б. Старостина. М.: Изд.дом Высшей школы экономики, 2022. 368 с. (Orientalia et Classica. V (LXXVI). С. 207—220.
Юша Ж. М. Фольклор и обряд тувинцев Китая в начале XXI века. Структура. Семантика. Прагматика. Новосибирск: Наука, 2018. 400 с. Обложка книги
Ойноткинова Н. Р., Миндибекова В. В., Юша Ж. М. Миф и ритуал тюркских народов Южной Сибири / Фольклор тюркских народов Южной Сибири: эпос, миф, ритуал. Вып.2. Отв. редактор Е. Н. Кузьмина Астана: «Ғылым» баспасы, 2018. — 252 с.
Юша Ж. М. Зарубежные тувинцы в объективе фотокамеры. Тувинцы Китая. Аннотированный фольклорно-этнографический фотоальбом. Новосибирск: ЗАО «Офсет», 2014. 159 с.
Юша Ж.М. Обрядовая поэзия тувинцев: структура и семантика. Новосибирск: Апельсин, 2009. 160 с.

### Публикации памятников
Мифы, легенды, предания тувинцев // Сост. Н. А. Алексеева, Д. С. Куулара, З. Б. Самдан, Ж. М. Юша — Новосибирск: Наука, 2010. — 356 с. — (Памятники фольклора народов Сибири и Дальнего Востока; Т. 28)
Несказочная проза хакасов / Сост., подготовка текстов Л. К. Ачитаевой, С. К. Кулумаевой, В. В. Миндибековой, Г. Б. Сыченко. Новосибирск: Наука, 2016. 540 с. (Памятники фольклора народов Сибири и Дальнего Востока; т.34). [редактор русского перевода]

### Словари
Орус-оол С. М., Юша Ж. М. Тувинский фольклор // Историческая энциклопедия Сибири. — Т. 3 Новосибирск, 2009. — С. 311.